# Borač
Borač (deutsch Boratsch, früher Boracz) ist eine Gemeinde in Tschechien. Sie liegt acht Kilometer nordwestlich von Tišnov und gehört zum Okres Brno-venkov.

## Geographie
Borač befindet sich in der Böhmisch-Mährischen Höhe. Das Dorf liegt am rechten Ufer der Svratka an der Einmündung des Baches Boračský potok. Südlich erhebt sich der Babylon (505 m). Linksseitig der Svratka verläuft die Bahnstrecke Tišnov – Žďár nad Sázavou, dort liegt auch die Bahnstation Podolí.
Nachbarorte sind Doubravník und Prudká im Norden, Ochoz u Tišnova im Nordosten, Podolí im Osten, Brusná und Řepka im Südosten, Vrby, Zahrada und Kaly im Süden, Vrbka, Boudy und Husle im Südwesten, Pernštejnské Jestřabí im Westen sowie Maňová im Nordwesten.

## Geschichte
Borač entstand wahrscheinlich in der Mitte des 13. Jahrhunderts im Zuge der Kolonisation der Gegend durch das Kloster Doubravník. Die erste schriftliche Erwähnung des Dorfes erfolgte im Jahre 1368, als Bohunek von Borač an der Landtafel gegen die Eintragung der Dörfer Nová Ves und Skryje als Besitz der Vladiken von Drahany Einspruch einlegte und diese als Heiratsgut seiner Schwester beanspruchte. Seit 1539 ist die Existenz einer Mühle mit Sägewerk nachweisbar. Bis zum Verkauf an das Kloster Porta Coeli im Jahre 1593 gehörte Borač zur Herrschaft Pernštejn. 1782 wurde das Kloster im Zuge der Josephinischen Reformen durch Kaiser Joseph II. aufgehoben, anschließend wechselten die Besitzer des Dorfes häufig. 1793 lebten in Borač 207 Menschen. Im Jahre 1830 bestand das Dorf aus 32 Häusern, die sich entlang des Boračský potok erstreckten. 1839 hatte das Dorf 271 Einwohner.
Nach der Aufhebung der Patrimonialherrschaften bildete Borač ab 1850 eine Gemeinde im Brünner Bezirk und Gerichtsbezirk Tischnowitz. Bis 1860 gehörte Podolí als Ortsteil zur Gemeinde Borač. 1870 entstand der Ortsteil Líščí. 1875 wurde eine zweiklassige Dorfschule eingeweiht. Im Jahre 1880 hatte die Gemeinde mit 400 Einwohnern ihre höchste Bevölkerungszahl erreicht. Seit 1896 gehörte die Gemeinde zum neu gebildeten Bezirk Tischnowitz. Im Jahre 1900 lebten in Borač 311 Menschen. 1933 wurde die Ansiedlung Vrbí angelegt. 1948 erfolgte der Zusammenschluss der Gemeinden Borač und Podolí zu einer Gemeinde Borač-Podolí. 1950 hatte die Gemeinde 318 Einwohner. Nach der Auflösung des Okres Tišnov kam die Gemeinde mit Beginn des Jahres 1961 zum Okres Žďár nad Sázavou. Zugleich erhielt die Gemeinde den Namen Borač und der Ortsteil Prudká der Gemeinde Ochoz u Tišnova wurde angegliedert. Seit Beginn des Jahres 2005 gehört Borač zum Okres Brno-venkov.

## Gemeindegliederung
Die Gemeinde Borač besteht aus den Ortsteilen Borač (Boratsch) und Podolí (Podol) sowie den Ansiedlungen Prudká (Eisenhammer) und Vrby.

## Sehenswürdigkeiten
- Kapelle Maria Rosenkranz, errichtet 1853 bis 1855
- Aussichtsturm auf dem Babylon